# Amt Tostedt

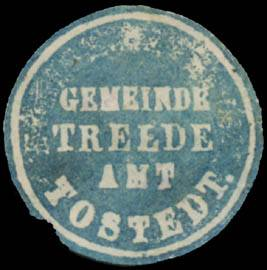
Siegelmarke Gemeinde Trelde Amt Tostedt (zwischen 1850 und 1923)

Das Amt Tostedt war ein historisches Verwaltungsgebiet des Königreichs Hannover bzw. der preußischen Provinz Hannover.

## Geschichte
Das Amtsgericht Tostedt für das Amt Moisburg wurde bereits 1852 im Rahmen von Trennung von Verwaltung und Gerichten in Tostedt gegründet. 1859 wurde auch der Verwaltungssitz nach Tostedt verlegt und das bisherige Amt Moisburg ging im neuen Amt Tostedt auf. Bei der Einführung der Kreisverfassung 1885 wurde das Amt Tostedt mit dem Amt Harburg zum Kreis Harburg vereinigt.

## Amtmänner
- 1859–1863: H. F. Marheinecke, Amtsassessor (auftragsweise)
- 1863–1883: Heinrich Wilhelm Dieterichs, Amtmann